# Mesrana
Mesrana ou m'srana (arabe : المصرانة), est un saucisson originaire de la ville de Rabat au Maroc. 
Il s'agit d'une préparation culinaire étroitement liée au sacrifice du mouton qui est indissociable de Boubanita.
De ce fait, elle est préparée pour deux occasions, l'une principale qui est l'Aïd el-Kébir et chez certaines familles anciennes de Rabat durant le baptême du nouveau-né.

## Occasions
Ce mets est préparé le second jour de l'Aïd al-Adha et conservé pour être mangé pendant les semaines qui suivent.
De surcroît, il est préparé durant la cérémonie du Sbouê, baptême du nouveau-né connaissant le sacrifice d'un mouton le septième jour après la naissance de l'enfant.

## Méthode de préparation
Dans un bol, déposer la viande hachée et la graisse de rognons émincée. Rajouter le cumin, les clous de girofle, le poivre, le curcuma, le piment rouge doux, le gingembre et l'ail et travailler le mélange pour bien amalgamer tous les ingrédients. Placer la farce dans une poche à douille. Huiler l'intérieur des intestins et les farcir avec la préparation. Ficeler les extrémités des intestins et les piquer à l'aide d'une aiguille. Faire sécher le saucisson dans un endroit aéré. Après séchage, il peut être tranché en rondelles et grillé ou poêlé.
Il est sauté seul ou avec une omelette.

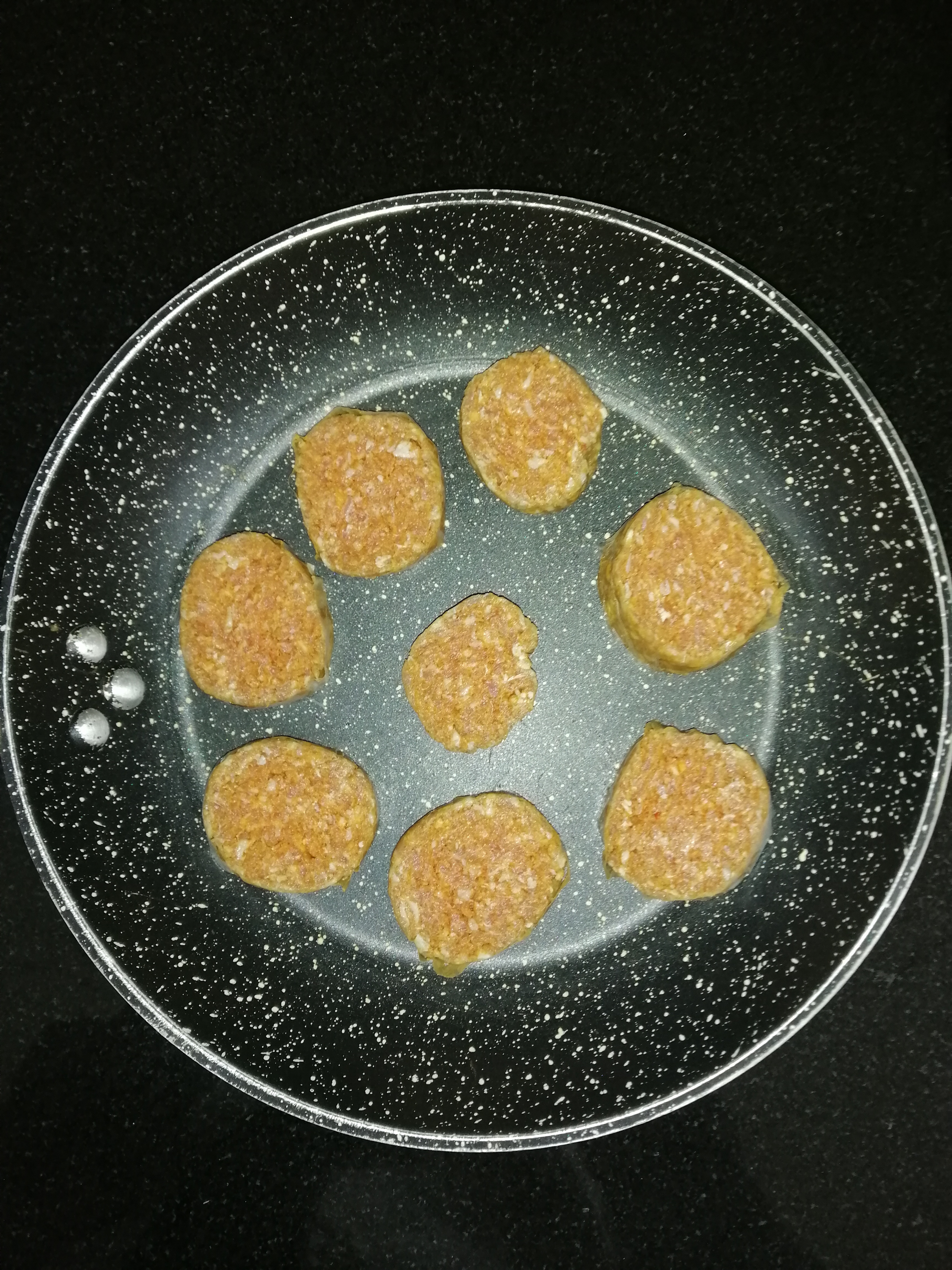
Rondelles de mesrana.

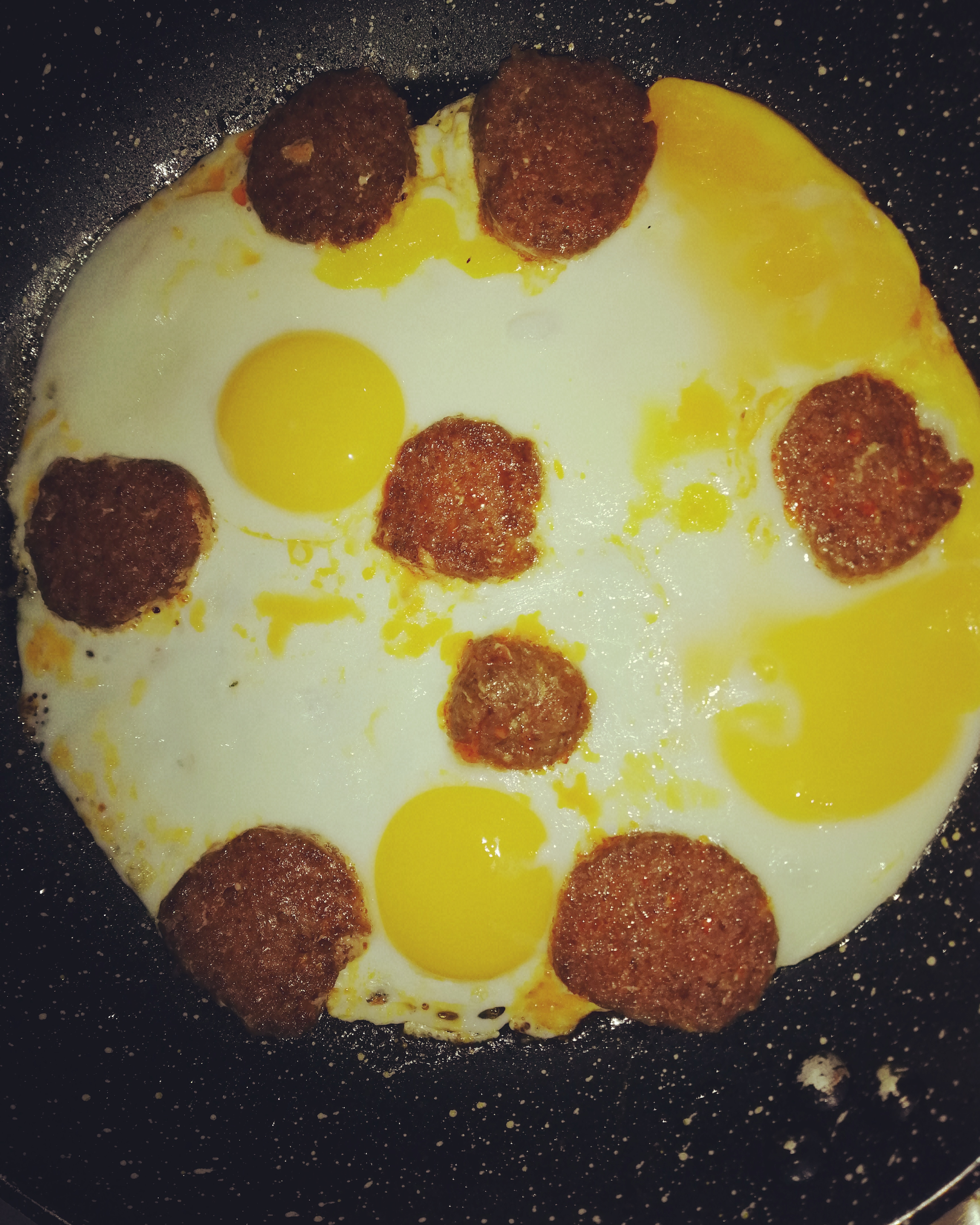
Omelette à la mesrana.